# スーパーロボット大戦COMPACT3
『スーパーロボット大戦COMPACT3』（スーパーロボットたいせんコンパクトスリー）は、2003年7月17日にバンプレストから発売されたシミュレーションRPG。ワンダースワンカラー・スワンクリスタル専用ソフト。
キャッチコピーは「新たなる戦士、君は何を見る…。」。

## 概要
SDにデフォルメされたロボットたちが競演するクロスオーバー作品「スーパーロボット大戦シリーズ」の一つ。シリーズ内シリーズであるCOMPACTシリーズの5作目にして最終作であるが、前作『スーパーロボット大戦COMPACT2』とのつながりはない独立した作品である。バンプレストのワンダースワン最後のソフトであった。全32話（分岐を含めた場合38話）。

## あらすじ
時に宇宙世紀00XX年。地球連邦は一年戦争、グリプス戦役、Dr.ヘルやミケーネ帝国ら人外の怪物からの侵略で疲弊しきっていた。そのため連邦軍は独立遊撃部隊、通称・アーガマ隊に戦争の事後処理を含め残党の殲滅、紛争の解決など、その他一切を押し付けていた。
ブライト・ノア率いるアーガマ隊は連邦の要望に伴い任務に就いていたが、突如としてジャブローとの連絡が遮られてしまう。事態を重くみたブライトはジャブローへ急行。だが、ジャブローは修羅と呼ばれる謎の存在によって陥落。戦闘のみを生きがいとする修羅だったが、その中でフォルカ・アルバークだけはそれを良しとしなかった。成り行きでアーガマ隊に協力する羽目になったフォルカだが、アーガマの仲間たちと触れ合い、戦いの真の意味を見出す。
アーガマ隊は当初の予定通り旧戦争時代の残党を狩りマジンガー、ゲッター、コン・バトラーVを迎え入れた。アーガマ隊の残党狩りが続く中、突如校舎に出現した巨大竜と謎のロボットとの戦闘で異世界へと跳ばされてしまう。そこは魂の安息の地・バイストン・ウェルだった。謎のロボットに乗っていた少年・バァンはガイアへと帰還し、アーガマ隊はどちらかの異世界での戦争に強制介入させられることになった。裏で手を引いているのが修羅王だとも知らないまま。
そして、バイストン・ウェルのショウ、惑星ガイアのバァン、考古学の権威・蘭堂一家を新たな仲間に加え異世界から地上界に戻ったアーガマ隊はプリベンターのノインからコンギスター軍の宣戦布告と謎の奇病・アルジャーノンについて聞かされる。連邦軍主導の下で敷島博士が開発したメカンダーロボを預かり地上に出現したコンギスター軍・修羅・異世界軍・ティターンズ、ネオ・ジオン残党の連合軍を叩き潰す。
またも謎の光で転移した異世界で修羅、ドレイク軍とザイバッハ軍を退け、再び転移したもう一つのバイストン・ウェルでショウとシオンは邂逅する。ラバーンと不死のショット・ウェポンを打ち破ったアーガマ隊は地上へと帰還。全ての戦いに終止符を打つためドレイク軍、修羅軍に最後の戦いを挑む。

## 登場作品

### 一覧
★マークはシリーズ初参戦作品。
- ★魔境伝説アクロバンチ
- ★天空のエスカフローネ
- ★ベターマン
- 機動戦士Ζガンダム
- 機動戦士ガンダムΖΖ
- 機動戦士ガンダム 逆襲のシャア
- 新機動戦記ガンダムW Endless Waltz
- 聖戦士ダンバイン
- マジンガーZ
- グレートマジンガー
- ゲッターロボG
- 真ゲッターロボ(原作漫画版)
- 超電磁ロボ コン・バトラーV
- ★合身戦隊メカンダーロボ
- バンプレストオリジナル

### 解説
新規参戦は『魔境伝説アクロバンチ』『天空のエスカフローネ』『ベターマン』『合身戦隊メカンダーロボ』の4作品。
『聖戦士ダンバインOVA』の要素も登場する。同作品はこれまで『第4次スーパーロボット大戦』、『スーパーロボット大戦64』に一部の機体やキャラクターが登場したのみだったが、今作で他のキャラクターが登場し、原作のストーリーも再現される。

### パッケージ登場機体
- νガンダム（機動戦士ガンダム 逆襲のシャア）
- マジンガーZ（マジンガーZ）
- コン・バトラーV（超電磁ロボ コン・バトラーV）
- 覚醒人1号 アクティブモード（ベターマン）
- メカンダーロボ（合身戦隊メカンダーロボ）
- アクロバンチ（魔境伝説アクロバンチ）

### BGM
戦闘BGM
- 魔境伝説アクロバンチ - 夢の狩人
- 天空のエスカフローネ - 約束はいらない
- ベターマン - 鎮-requiem-
- 機動戦士Ζガンダム - モビルスーツ戦〜敵機襲来
- 機動戦士ガンダムΖΖ - 宇宙のジュドー
- 機動戦士ガンダム 逆襲のシャア - SALLY
- 新機動戦記ガンダムW Endless Waltz - Last Impression
- 聖戦士ダンバイン - 聖戦士たち（前半部）
- 聖戦士ダンバインOVA -守護者
- マジンガーZ - Zのテーマ
- グレートマジンガー - 勇者はマジンガー
- ゲッターロボG - 不滅のマシンゲッターロボ
- 超電磁ロボ コン・バトラーV - コン・バトラーVのテーマ
- 合身戦隊メカンダーロボ- トライアタック!メカンダーロボ
- バンプレストオリジナル - 紅の修羅神

イベントおよびその他BGM
- 天空のエスカフローネ - EPISTLE
- ベターマン - 風-turbo-
- 聖戦士ダンバイン - 戦火の爪あと

## オリジナルキャラクター

### 主人公
主人公は選択式ではなく、キャラクター・搭乗機体ともに固定されている。
- フォルカ・アルバーク

### 修羅（敵対勢力）
フォルカとフェルナンド以外の名字は、後に登場した『スーパーロボット大戦OG外伝』の際に判明した。
- フェルナンド・アルバーク[† 2]
- アリオン
- アルコ
- マグナス
- メイシス
- アルティス
- ミザル
- 修羅王（アルカイド）

## システム
ここでは、本作特有のシステムや新規追加・変更されたシステムについて解説する。シリーズ共通のシステムについてはスーパーロボット大戦シリーズのシステムを参照。
COMPACTシリーズのシステム
COMPACTシリーズのシステムのうち、「スキルコーディネイトシステム」は「パイロット養成システム」に変更され、「パーソナルデータテーブルシステム」も廃止となった。また、COMPACT2では半ば強制的だった援護攻撃と援護防御の使用が任意で選択できるように変更された。
周回特典
近年の作品では定番であるクリア後の周回特典が本作には存在しない。
改造
武器改造は近年のスーパーロボット大戦シリーズ作品と同様、個別改造から一括改造に変更となったが、ユニットの運動性が命中率に影響したり、限界が残っていたりとシステム面では初期のシリーズ作品の要素を残している。また改造による能力アップがパーセンテージでなく固定値であるため、ユニットの装甲の改造度合いによって戦闘中に受けるダメージの値が大きく増減する。
地形
本作では宇宙で戦うマップが存在しないため、ユニットの適正表示は「空・陸・海」のみとなっている。
ユーザビリティの改善
COMPACTシリーズでは唯一となる戦闘アニメのON/OFF、途中カット機能の採用。テキスト画面や敵フェイズ中での途中セーブ機能を追加など遊びやすさを追求し細かい部分に大きな改善が見られた。
獲得PPアップの要素
獲得PPが倍になる精神コマンドや強化パーツが登場しており、この内、精神コマンドは、『スーパーロボット大戦OG ORIGINAL GENERATIONS』のツイン精神コマンドで採用されている。
原作設定を再現したシステム
雑誌などの事前情報では『天空のエスカフローネ』には「ドラグエナジストシステム」、『ベターマン』には「リンカージェルシステム」、『合身戦隊メカンダーロボ』には合身・分離を利用して原作通りオメガミサイルを回避する「オメガミサイルシステム」が搭載されると告知されていたが、実際のゲームでは採用されなかった（「ドラグエナジスト」「オメガミサイル」はイベントで再現）。
次へ・前へ
ワンダースワンカラーの液晶画面の大きさから表示できないコマンドを表示するためのコマンド。一部のユニットだけが持つ。

## スタッフ
PRODUCER
HIROSHI KIKUCHI
TAKANOBU TERADA
JIPPA HITOKARAGE
DIRECTOR
A.SYOU
SCENARIO
A.SYOU
DESIGN WORKS
LAY-UP
※ゲーム内の表記がアルファベットのためそのまま記載。

## プロモーション

### テレビCM
会社で残業中のプレイヤーがバンプレストから送信されたメールマガジンを見て、参戦作品のラインナップに驚くという内容。ロケ地はバンプレスト社内。ナレーションは中原茂。新規参戦作品のひとつ『魔境伝説アクロバンチ』は中原の声優デビュー作である。

## 関連商品

### 攻略本
- スーパーロボット大戦COMPACT3 パーフェクトガイド ISBN 9784797324648